# Les McCann

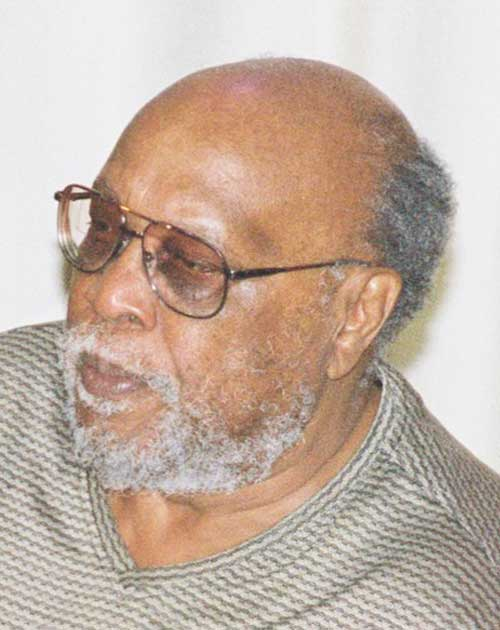
Les McCann (2004)

Les McCann (* 23. September 1935 in Lexington, Kentucky; † 29. Dezember 2023 in Los Angeles, Kalifornien) war ein US-amerikanischer Jazz-Pianist, Sänger und Komponist. Er war blues- und gospelbeeinflusst und gehörte neben Ramsey Lewis zu den Pionieren des Soul Jazz. 

## Werdegang
McCann, der in einer Baptistengemeinde aufwuchs, begann mit drei Jahren, Klavier zu spielen. Daneben sang er mit seinen vier jüngeren Brüdern und seiner Schwester im Chor der Shiloh Baptist Church. In der High School spielte er zusätzlich Schlagzeug und Sousaphon. Mit 17 Jahren ging er als Marinesoldat zur Kriegsmarine. In der Nähe von San Francisco stationiert, sang er in dieser Zeit auch in der Show von Ed Sullivan, nachdem er einen Talentwettbewerb gewonnen hatte.
Nach dem Militärdienst zog McCann nach Los Angeles, wo er am City College Musik und Journalismus studierte. Daneben leitete er Ende der 1950er-Jahre wöchentlich eine Jam-Session im Hillcrest Club, wo er entdeckt wurde und einen Plattenvertrag erhielt. 1959 wirkte er bei Teddy Edwards’ LP It’s About Time mit. Bald darauf spielte er mehrere Titel für Pacific Jazz Records ein; in seinem Trio spielten Leroy Vinnegar und Ron Jefferson. Es folgten LPs für Pacific, später für Limelight wie The Truth und In San Francisco (wo Herbie Lewis Vinnegar ersetzte), Pretty Lady und Les McCann Sings. Außerdem spielte er mit Groove Holmes, Amos Easton, Stanley Turrentine, Lou Rawls und Dizzy Gillespie.
1968 erhielt McCann dann einen Vertrag bei Atlantic Records. 1969 trat er zusammen mit dem Saxophonisten Eddie Harris auf dem Montreux Jazz Festival auf und hatte mit dem Song Compared to What, der auf ihrem Album Swiss Movement erschien, einen Charterfolg (u. a. gecovert von Al Jarreau). Das Lied ist eine politische Kritik am Vietnam-Krieg.
The President, he’s got his war,
Folks don’t know just what it’s for.
Nobody gives us rhyme or reason,
Have one doubt, they call it treason.
Compared to What wurde ursprünglich von Roberta Flack, als deren Entdecker McCann gilt, aufgenommen und ist das erste Stück auf ihrem Debütalbum First Take (1969). In den 1970er-Jahren veröffentlichte McCann zahlreiche weitere Platten als Sänger, mit deutlichen Soul- und Funk-Einflüssen.
1971 traten McCann und Harris mit Wilson Pickett, The Staple Singers, Santana und Ike & Tina Turner in Accra, Ghana, bei einem Konzert vor 100.000 Zuschauern auf. Das Konzert wurde als Dokumentarfilm Soul to Soul aufgenommen und 2004 auf DVD veröffentlicht. 1975 tourte er mit Klaus Doldingers Passport (zu hören auf Doldinger Jubilee ’75). Im selben Jahr war er der erste Artist in Residence im Programm „Learning from Performers“ der Harvard University.
2004 trat er mit Cornell Dupree (Gitarre), Ronnie Cuber (Tenorsaxophon), Gordon Edwarts (Bass) und Buddy Williams (Schlagzeug) bei der Jazzwoche Burghausen auf, wo er unter anderem seinen Song Little Blue Volkswagen präsentierte. Im Bereich des Jazz war er laut Tom Lord zwischen 1959 und 2013 an 120 Aufnahmesessions beteiligt. Er war weiterhin als Maler und Fotograf tätig; fotografische Arbeiten veröffentlichte er 2015 in dem Buch Invitation to Openness: The Jazz & Soul Photography of Les McCann 1960–1980.
McCann starb am 29. Dezember 2023 im Alter von 88 Jahren in einem Krankenhaus in Los Angeles, nachdem er etwa eine Woche zuvor an einer Lungenentzündung erkrankt war.

## Diskografie (Auswahl)

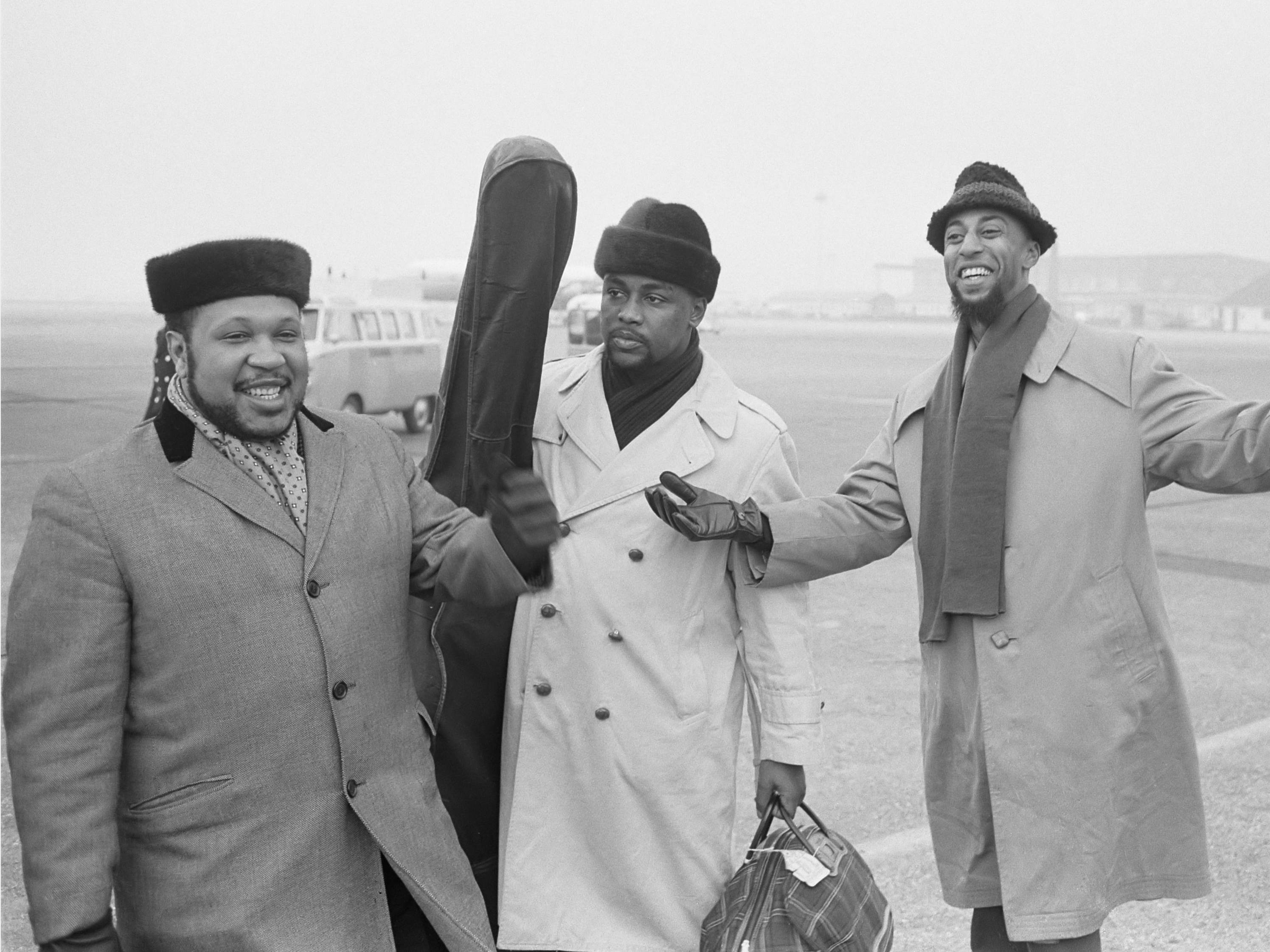
Les McCann Trio (1962)

### Alben
| Jahr | Titel                  | Höchstplatzierung, Gesamtwochen, AuszeichnungChartsChartplatzierungen (Jahr, Titel, Platzierungen, Wochen, Auszeichnungen, Anmerkungen) | Anmerkungen      |
| Jahr | Titel                  | US | Anmerkungen      |
| ---- | ---------------------- | --- | ---------------- |
| 1968 | Much Les               | US169 (10 Wo.)US | Atlantic         |
| 1969 | Swiss Movement         | US29 Gold · (38 Wo.)US | mit Eddie Harris |
| 1971 | Invitation to Openness | US141 (6 Wo.)US | Atlantic         |
| 1972 | Talk to the People     | US181 (6 Wo.)US | Atlantic         |
| 1974 | Another Beginning      | US166 (4 Wo.)US | Atlantic         |
| 1975 | Hustle to Survive      | US161 (4 Wo.)US | Atlantic         |

Weitere Alben
- 1960: The Shout (Pacific Jazz)
- 1960: Les McCann in San Francisco (Pacific Jazz)
- 1961: Les McCann in New York (Pacific Jazz)
- 1970: Comment (Atlantic; mit Roberta Flack, Ron Carter, Billy Cobham, Richard Tee a.o.)
- 1971: Second Movement (Atlantic; mit Eddie Harris)
- 1972: Live at Montreux (Atlantic)
- 1973: Layers
- 1976: River High, River Low (Atlantic)
- 1978: The Man (A&M Rec.; mit Richard Tee; Produced, Conducted and Orchestrated by Paul Riser; Executive Producer:Herb Albert)
- 1979: Tall, Dark & Handsome (A&M Rec.;)
- 1985: Musicbox (Virgin; Live aufgenommen in Blues Alley Washington D.C. May 25–27, 1984)
- 1990: Les Is More
- 1994: On The Soul Side (MusicMasters)
- 1998: Talkin Verve (Verve)
- 2002: Pump It Up (mit Bill Evans (Sax))
- 2004: Jazz Legend Project (Megaphon)

### Singles
| Jahr | Titel Album        | Höchstplatzierung, Gesamtwochen, AuszeichnungChartsChartplatzierungen (Jahr, Titel, Album, Platzierungen, Wochen, Auszeichnungen, Anmerkungen) | Anmerkungen      |
| Jahr | Titel Album        | US | Anmerkungen      |
| ---- | ------------------ | --- | ---------------- |
| 1970 | Compared To What – | US85 (4 Wo.)US | mit Eddie Harris |